# هجرة إلى الولايات المتحدة

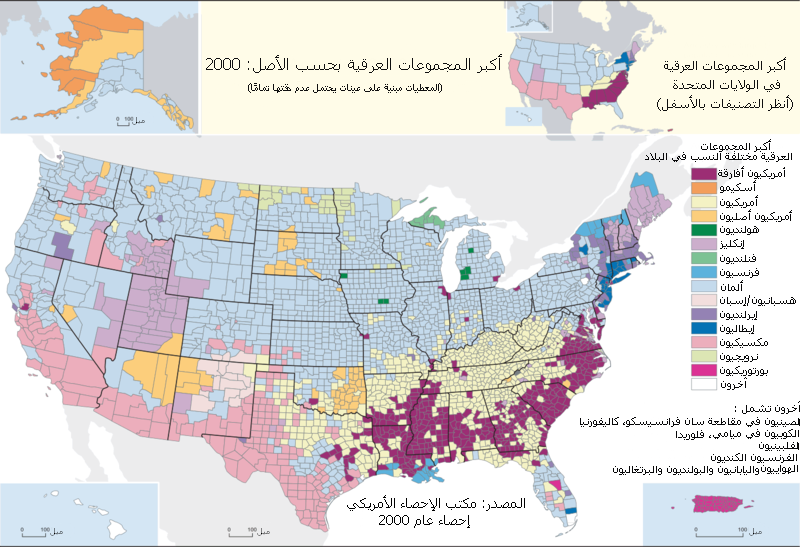
خريطة الاحصاء السكاني لسنة 2000

الهجرة إلى الولايات المتحدة هي التحرك الدولي لغير الأمريكيين الهادف إلى الحصول على الإقامة الدائمة في الولايات المتحدة الأمريكية. كانت الهجرة مصدرًا رئيسيًا للنمو السكاني والتغير الثقافي الذي لازم الولايات المتحدة الأمريكية خلال فترات طويلة من تاريخها. من السهل تتبع أصول جميع الأمريكيين، باستثناء الأمريكيين الذين تعود أصولهم إلى الهنود الحُمر والذين يشكلون نسبة مئوية ضئيلة جدًا بالنسبة للتعداد الكلي للسكان، إلى مهاجرين من دول أخرى حول العالم.
من حيث الأعداد المطلقة، تعتبر الولايات المتحدة الأمريكية أكبر دولة في العالم من ناحية تعداد المهاجرين الذي بلغ 47 مليونًا في عام 2015، وهو ما نسبته 19.1% من إجمالي المهاجرين حول العالم، و 14.4% من تعداد سكان الولايات المتحدة الأمريكية. تمتلك بعض البلدان الأخرى نسبة أعلى للمهاجرين بين السكان المحليين، إذ تصل النسبة في سويسرا إلى 24.9%، وتُقدر في كندا بـ 21.9%.
وفقًا للكتاب السنوي لإحصائيات الهجرة لعام 2016، قبلت الولايات المتحدة في ذلك العام ما مجموعه 1.18 مليون مهاجر قانوني (618 ألف مهاجر جديد، إضافة إلى تسوية وضع 565 ألف آخرين). كان 48% من هؤلاء من الأقارب المباشرين لمواطني الولايات المتحدة بينما تكفلت العائلات بـ 20% منهم، فيما كانت نسبة اللاجئين أو طالبي اللجوء 13%، ومنح 12% منهم تأشيرة الهجرة استنادًا إلى الأفضلية المستندة على العمالة، وكان ما نسبته 4.2% من المهاجرين جزءًا من برنامج تأشيرة هجرة التنوع أو الهجرة العشوائية. شكل ضحايا الجريمة ما نسبته 1.4% من المهاجرين (التأشيرة من نوع U1)، أو أفراد أسرهم (التأشيرة من نوع U2 إلى U5)، وكانت نسبة العراقيين والأفغان العاملين لدى الحكومة الأمريكية الذين حصلوا على فيزا المهاجرين الخاصين (إس آي في)، 1.0%. شملت نسبة 0.4% المتبقية أعداداً صغيرة من الفئات الأخرى، إذ مُنح نصفهم (أي ما نسبته 0.2% من إجمالي المهاجرين) تأشيرة الوقف المؤقت للترحيل بصفتهم أقارب من الدرجة الأولى لأحد المواطنين الأمريكيين (Z13)، إضافة إلى الأشخاص المقبولين بموجب قانون توفيق أوضاع مواطني نيكاراغوا وإغاثة مواطني أمريكا الوسطى، بالإضافة إلى الأطفال المولودين بعد إصدار تأشيرة الوالدين، وبعض الأشخاص المفرج عنهم بشروط من الاتحاد السوفييتي السابق وكمبوديا ولاوس وفيتنام الذين حُرموا من وضعية اللاجئ.
تسببت الآثار الاقتصادية والاجتماعية والسياسية للهجرة بجدل كبير حول عددٍ من القضايا كان أبرزها الحفاظ على التجانس العرقي، وتوظيف أرباب العمل لعمالٍ مهاجرين على حساب المواطنين الأمريكيين، وأنماط التوطين، والتأثير على الحراك الاجتماعي التصاعدي، ومعدل الجريمة، وسلوك التصويت.
بين عامي 1921 و 1965، قيّدت بعض السياسات، كصيغة الأصول الوطنية، فرص الهجرة والتجنيس للأشخاص القادمين من المناطق خارج أوروبا الغربية. سُنّت قوانين الاستبعاد التي حظرت الهجرة من القارة الآسيوية -أو وضعت قيودًا شديدة عليها- في وقت مبكر من ثمانينيات القرن التاسع عشر، فيما قيدت قوانين الحصص التي سُنّت في عشرينيات القرن العشرين، الهجرة من أوروبا الشرقية. أدت حركة الحقوق المدنية إلى استبدال هذه الحصص العرقية بتقييدات على أساس الدولة للحصول على الأفضلية في تأشيرات الرعاية الأسرية أو التأشيرات القائمة على العمالة. تضاعف عدد أفراد الجيل الأول من المهاجرين في الولايات المتحدة، منذ ذلك الحين، أربع مرات. تُشير الأبحاث إلى كون الهجرة إلى الولايات المتحدة الأمريكية مفيدةً للاقتصاد الأمريكي. وتشير الدلائل إلى أن للهجرة آثار اقتصادية إيجابية على السكان الأصليين -مع وجود استثنائات محدودة- فيما لم تُثبت الدراسات التأثير السلبي لهجرة ذوي المهارات المتدنية على الأمريكيين من ذوي المهارات المتدنية. تظهر الدراسات أيضًا بأن معدل الجرائم بين المهاجرين بشكلٍ عام أقل من معدل الجرائم بين الأمريكيين.

## التاريخ
من الممكن تقسيم تاريخ الهجرة إلى الولايات المتحدة الأمريكية إلى أربعة فترات زمنية: الحقبة الاستعمارية، منتصف القرن التاسع عشر، بداية القرن العشرين، وما بعد عام 1965. جلبت كل فترة من الفترات آنفة الذكر مجموعات قومية وأعراق وإثنيات مختلفة إلى الولايات المتحدة الأمريكية.

### الحقبة الاستعمارية
خلال القرن السابع عشر، هاجر نحو 400 ألف إنجليزي إلى أمريكا المستعمرة، بقي نصفهم فيها بشكل دائم، وشكلوا ما نسبته 85-90% من المهاجرين البيض. بين عامي 1700 و 1775، هاجر بين 350 ألف إلى 500 ألف أوروبي إلى أمريكا (تختلف التقديرات حسب المصدر)، ولم يتجاوز عدد الإنجليزيين بينهم الـ 52 ألفًا (يُشكك البعض بدقة هذا الرقم كونه منخفض للغاية)، فيما كان البقية اسكتلنديين، واسكتلنديين إيرلنديين من أولستر، ألمانيين وسويسريين، وهوغونوتيون فرنسيون، إضافة إلى 300 ألف أفريقي انتقلوا إلى أمريكا مرغمين. وصل أكثر من نصف مجموع المهاجرين الأوروبيين إلى أمريكا المستعمرة خلال القرنين السابع عشر والثامن عشر بصفتهم خدمًا، وقُدر عددهم ب 350 ألفًا. عشية حرب الاستقلال الأمريكية، التي بدأت عام 1775، وصل 7000 إنجليزي، و 1500 اسكتلندي، و 13200 اسكتلندي إيرلندي، و 5200 ألماني، و 3900 كاثوليكي إيرلندي إلى أمريكا. كان نصف المهاجرين الإنجليز شبانًا عازبين، وحرفيين مهرة مُدربين بشكل جيد كالهوغونوتيون. تنوّعت أعراق الأوروبيين الذين سكنوا المستعمرات الوسطى في نيويورك، ونيوجيرسي، وبنسلفانيا، وديلاوير، بشكلٍ كبير، إذ شكل الإنجليز ما نسبته 30% فقط من مجمل المهاجرين في بنسلفانيا، بينما تراوحت نسبتهم في نيوجرسي بين 40 وحتى 45%، فيما بلغت نسبتهم في نيويورك 18% بتعداد قدره 22 ألفًا تقريبًا. شهد منتصف القرن التاسع عشر تدفقًا للمهاجرين الذين أتوا بشكل أساسي من شمال أوروبا ومن نفس المجموعات العرقية الرئيسية للمهاجرين الذين دخلوا أمريكا في الحقبة الاستعمارية، بالإضافة إلى أعدادٍ كبيرة من الكاثوليك الإيرلنديين، والاسكندنافيين. أتى أغلب المهاجرين في القرن التاسع عشر وأوائل القرن العشرين من جنوب وشرق أوروبا، إضافة إلى ملايين المهاجرين الذين دخلو البلاد من كندا بعد عام 1965، قادمين بمعظمهم من دول أمريكا اللاتينية وآسيا.
يُقدر المؤرخون عدد المهاجرين الذين انتقلوا من أوروبا إلى الولايات المتحدة بين عامي 1600 و 1799 لا يتجاوز المليون. وبالمقارنة، فقد بلغ عدد سكان الولايات المتحدة، وفقًا لإحصاء الاتحادي الأول لعام 1790، 3,929,214 نسمة.

### حقبة السنوات الأولى للولايات المتحدة الأمريكية
اقتصر قانون التجنيس لعام 1790 التجنيسَ على «الأشخاص البيض الأحرار»، وُسع القانون في ستينيات القرن التاسع عشر ليشمل السود، وعُدل مرة أخرى في خمسينيات القرن العشرين ليشمل الآسيويين. جعلت قوانين التجنيس هذه من الولايات المتحدة الأمريكية دولة ناشزة، بسبب ندرة القوانين التي ميزت الأشخاص على أساس العرق في دول العالم في القرن الثامن عشر.
كان تعداد المهاجرين إلى الولايات المتحدة الأمريكية في أولى سنوات إنشائها لا يتجاوز 8000 مهاجر سنويًا، بمن فيهم اللاجئين الفرنسيين الهاربين من ثورة العبيد في هايتي. زادت الهجرة بشكل تدريجي، بعد عام 1820، إذ هاجر إلى الولايات المتحدة الأمريكية بين عامي 1836 و 1914 ما يزيد عن 30 مليون أوروبي. كان معدل الوفيات في رحلات الهجرة عبر المحيط الأطلسي مرتفعًا للغاية، إذ توفي واحد من كل سبعة مسافرين. أصدرت الدولة، في عام 1875، أول قانون للهجرة باسم «قانون الصفحة لعام 1875».

## روابط خارجية

### تاريخ
- Immigrant Servants Database
- Asian-Nation: Early Asian Immigration to the U.S.
- Irish Catholic Immigration to America
- Scotch-Irish Immigration to Colonial America
- Immigration Archives of Historical Documents, Articles, and Immigrants

### سياسة الهجرة
- Brookings Institute: Immigration Policy
- Urban Institute: Immigration Studies
- The Real Political Purpose of the ICE Raids from Dollars & Sense
- Federation for American Immigration Reform

### الهجرة الحالية
- U.S. Citizenship and Immigration Services
- U.S. Immigration and Customs Enforcement
- Cornell University's Legal Information Institute: Immigration
- Yearbook of Immigration Statistics – وزارة الأمن الداخلي للولايات المتحدة، Office of Immigration Statistics 2004, 2005 editions available.
- "Estimates of the Unauthorized Immigrant Population Residing in the United States: January 2005" M. Hoefer, N. Rytina, C. Campbell (2006) "Population Estimates (August). U.S. Department of Homeland Security, Office of Immigration Statistics.

### أفلام عن الهجرة
- How Democracy Works Now: Twelve Stories (2010)
- Well-Founded Fear (1999)

### التأثيرات الاقتصادية
- The New Political Economy of Immigration by Tom Barry in Dollars & Sense magazine, January/February 2009
- Immigrants and the Labor Market from Dollars & Sense magazine, May/June 2006
- Immigrants in Black & White: A Review of "Communities Without Borders", The Indypendent, Susan Chenelle